# Metallus albipes
Metallus albipes är en stekelart som först beskrevs av Cameron 1875.  Metallus albipes ingår i släktet Metallus, och familjen bladsteklar. Arten är reproducerande i Sverige.